# Into Battle with the Art of Noise
Into Battle with the Art of Noise è il primo EP creato dagli Art of Noise, e la prima produzione dell'etichetta ZTT.

## Il disco
Into Battle... fu prodotto usando la nuova tecnica del campionamento, grazie all'uso della workstation Fairlight CMI, all'epoca il top nella tecnologia musicale.
Due brani dell'EP ("Beat Box" e "Moments in Love") furono successivamente ripresi nel primo LP del gruppo Who's Afraid of the Art of Noise?, anche se Beat Box fu sostanzialmente modificata, prendendo il nome di "Diversion One".
Nel 1986 Who's Afraid... fu unito con parti di Into Battle... e la versione singolo del 1985 di "Moments in Love" per formare la compilation Daft.
Nel 2003 l'originale Into Battle... fu stampato per la prima volta su CD, contenendo però la "Diversion One" di "Beat Box" al posto dell'originale.

## Tracce

### Lato 1
1. Battle – 0:25
2. Beat Box – 4:48
3. The Army Now – 2:02
4. Donna – 1:44

### Lato 2
1. Moments in Love – 10:15
2. Bright Noise – 0:05
3. Flesh in Armour – 1:24
4. Comes and Goes – 1:18
5. Moment in Love – 1:25

## Riferimenti
- (EN) Into Battle with the Art of Noise, su AllMusic, All Media Network.